# هولتوود (پنسیلوانیا)
هولتوود (به انگلیسی: Holtwood) یک روستا در ایالات متحده آمریکا است که در شهرستان لنکستر، پنسیلوانیا واقع شده‌است. هولتوود ۱٫۸۶ کیلومتر مربع مساحت و ۹۷ نفر جمعیت دارد.